# Andy Pettitte
Andrew Eugene Pettitte é um ex-jogador profissional de beisebol estadunidense.
Em sua carreira principal na liga, jogou pelo New York Yankees, de 1995 até 2003. Ele, então, assinou com o Houston Astros, e jogou por eles a partir de 2004 até 2006. Em 2007, Pettitte retornou aos Yankees. Ele venceu cinco World Series com o New York Yankees e foi líder da Major League Baseball em vitórias na pós temporada, com 19 no total.
Pettitte foi o arremessador que conseguiu mais vitórias nos anos 2000.

## Carreira
Andy Pettitte foi campeão da World Series 2009 jogando pelo New York Yankees.

### Estatísticas
- Vitórias–derrotas: 256–153
- Earned run average (ERA): 3.85
- Strikeouts: 2 448